# Neobisium absoloni
Neobisium absoloni es una especie de arácnido del orden Pseudoscorpionida de la familia Neobisiidae. Presenta las subespecies:
- Neobisium absoloni absoloni
- Neobisium absoloni grande
- Neobisium absoloni tacitum

## Distribución geográfica
Se encuentra en los territorios que antes se llamaban Yugoslavia.